# Club Esportiu Principat
Il Club Esportiu Principat è stata una società calcistica andorrana con sede nella città di Andorra La Vella. Ha militato nella Primera Divisió.

## Storia
Nata nel 1989, si iscrisse al campionato andorrano nel 1995. Alla sua prima stagione il Principat si classificò al 2º posto alle spalle dell'Encamp, ma negli anni a seguire (per la precisione dal 1996 al 1998) vinse 3 campionati nazionali e 4 volte la Copa Constitució (anche se risultano vinte altre due coppe prima della creazione della Primera Divisió). A partire dal 1999 cominciò il declino del club del principato a discapito di società più forti come il FC Santa Coloma ed il Sant Julià, oltre alla parentesi Constel·lació Esportiva.
L'esordio delle squadre del Principato di Andorra nelle Coppe Europee risale alla stagione 1997-98, quando il Principat, campione nazionale in carica, fu ammesso al primo turno preliminare della Coppa UEFA dove affrontò il Dundee United, perdendo complessivamente per 17-0. Da allora la partecipazione del club del Principato è continuata con regolarità uscendo sempre al primo turno prima col Ferencvárosi (1-8 e 0-6) e poi contro il Viking (11-0 e 7-0). La partita col Viking resta l'ultima apparizione del Principat nelle competizioni europee.
Nella stagione 2008-09 il club dopo anni d'insuccessi, si è classificato al 3º posto alle spalle del Sant Julià e del FC Santa Coloma. Nelle stagioni 2010, 2011 e 2012, il club si è classificato in quarta posizione riuscendo sempre ad evitare la retrocessione. Nel giugno del 2011 il presidente Romero decise di vendere il club a Estefania Sebastián, che è diventata il primo presidente-donna della storia del campionato andorrano. Nel gennaio del 2012 Xavier Canal allenatore delle giovani del club, rileva il posto di Gerard Escoda come nuovo direttore sportivo.

### Stagione 2013/2014
Il 13 aprile dopo la sconfitta per 1 a 0 contro l'Inter Escaldes, il club della capitale retrocede in Segona Divisiò dopo 18 anni in Primera Divisiò.
Stagione 2014/2015
Dopo alcune gare in Segona Divisiò, il club si è ritirato dalla competizione.

## Rose delle stagioni precedenti
- 2011-2012

## Palmarès

### Competizioni nazionali
- Primera Divisió andorrana: 3

1996-97, 1997-98, 1998-99
- Copa Constitució: 6

1993-94, 1994-95, 1995-96, 1996-97, 1997-98, 1998-99

### Altri piazzamenti
- Primera Divisió:

Secondo posto: 1995-1996
Terzo posto: 2008-2009
- Copa Constitució:

Semifinalista: 2008-2009, 2009-2010

## Risultati in Europa
| Stagione | Competizione     | Avversario    | Casa | Trasferta | Totale |
| -------- | ---------------- | ------------- | ---- | --------- | ------ |
| 1997-98  | Coppa UEFA - 1°T | Dundee United | 0-8  | 9-0       | 0-17   |
| 1998-99  | Coppa UEFA - 1°T | Ferencvárosi  | 1-8  | 6-0       | 1-14   |
| 1999-00  | Coppa UEFA - 1°T | Viking        | 0-11 | 7-0       | 0-18   |